# Kabinet-Howard I
Het kabinet-Howard I was de regering van het Gemenebest van Australië van 11 maart 1996 tot 22 oktober 1998
| Ambtsbekleder                       | Ambtsbekleder    | Ambtsbekleder              | Functie(s)                             | Ambtstermijn      | Ambtstermijn      | Partij |
| ----------------------------------- | ---------------- | -------------------------- | -------------------------------------- | ----------------- | ----------------- | ------ |
|                                     | John Howard      | John Howard (1939)         | Premier                                | 11 maart 1996     | 3 december 2007   | LP     |
|                                     | Tim Fischer      | Tim Fischer (1946–2019)    | Vicepremier                            | 11 maart 1996     | 20 juli 1999      | NP     |
| Minister voor Buitenlandse Handel   | Tim Fischer      | Tim Fischer (1946–2019)    |                                        | 11 maart 1996     | 20 juli 1999      | NP     |
|                                     | Alexander Downer | Alexander Downer (1951)    | Minister van Buitenlandse Zaken        | 11 maart 1996     | 3 december 2007   | LP     |
|                                     | Peter Costello   | Peter Costello (1957)      | Minister van Financiën                 | 11 maart 1996     | 3 december 2007   | LP     |
|                                     |                  | Daryl Williams (1942)      | Minister van Justitie                  | 11 maart 1996     | 6 oktober 2003    | LP     |
|                                     | Ian McLachlan    | Ian McLachlan (1936)       | Minister van Defensie                  | 11 maart 1996     | 22 oktober 1998   | LP     |
|                                     |                  | Michael Wooldridge (1956)  | Minister van Volksgezondheid           | 11 maart 1996     | 25 november 2001  | LP     |
|                                     | Amanda Vanstone  | Amanda Vanstone (1952)     | Minister van Arbeid                    | 11 maart 1996     | 10 oktober 1997   | LP     |
| Minister van Onderwijs              | Amanda Vanstone  | Amanda Vanstone (1952)     |                                        | 11 maart 1996     | 10 oktober 1997   | LP     |
|                                     |                  | David Kemp (1941)          | Minister van Arbeid                    | 10 oktober 1997   | 25 november 2001  | LP     |
| Minister van Onderwijs              |                  | David Kemp (1941)          |                                        | 10 oktober 1997   | 25 november 2001  | LP     |
|                                     | Peter Reith      | Peter Reith (1950)         | Minister van Sociale Zaken             | 11 maart 1996     | 30 januari 2001   | LP     |
|                                     | John Moore       | John Moore (1936)          | Minister van Industriële Zaken         | 11 maart 1996     | 22 oktober 1998   | LP     |
|                                     |                  | Peter McGauran (1960)      | Minister van Wetenschap en Technologie | 11 maart 1996     | 27 september 1997 | NP     |
|                                     |                  | John Sharp (1954)          | Minister van Infrastructuur            | 11 maart 1996     | 27 september 1997 | NP     |
| Minister van Regionale Ontwikkeling |                  | John Sharp (1954)          |                                        | 11 maart 1996     | 27 september 1997 | NP     |
|                                     | Mark Vaile       | Mark Vaile (1956)          | Minister van Infrastructuur            | 27 september 1997 | 22 oktober 1998   | NP     |
| Minister van Regionale Ontwikkeling | Mark Vaile       | Mark Vaile (1956)          |                                        | 27 september 1997 | 22 oktober 1998   | NP     |
|                                     | John Anderson    | John Anderson (1956)       | Minister van Landbouw                  | 11 maart 1996     | 22 oktober 1998   | NP     |
|                                     | Robert Hill      | Robert Hill (1946)         | Minister van Milieu                    | 11 maart 1996     | 25 november 2001  | LP     |
| Leider in de Senaat                 | Robert Hill      | Robert Hill (1946)         |                                        | 11 maart 1996     | 25 november 2001  | LP     |
|                                     | Richard Alston   | Richard Alston (1941)      | Minister van Cultuur en Communicatie   | 11 maart 1996     | 6 oktober 2003    | LP     |
|                                     |                  | Jocelyn Newman (1937–2018) | Minister voor Sociale Zekerheid        | 11 maart 1996     | 22 oktober 1998   | LP     |